# Tillandsia pohliana
Tillandsia pohliana là một loài thuộc chi Tillandsia. Đây là loài bản địa của Bolivia và Brasil.